# Carl Johan Geete
Carl Johan Geete, född 30 april 1728 i Beatebergs socken, Skaraborgs län, död 11 juli 1765 i Beateberg, var en svensk sjöofficer och tecknare.
Han var son till överstelöjtnanten Carl Gustaf Geete och friherrinnan Catharina Hermelin samt bror till Erik Adolf, Alexander och Samuel Vilhelm Geete. Carl Johan Geete slutade sin militära karriär som kaptenlöjtnant 1758 för att ägna sig åt bland annat teckning.